# La Légende des héros du condor
 (mars 2025).
Si vous disposez d'ouvrages ou d'articles de référence ou si vous connaissez des sites web de qualité traitant du thème abordé ici, merci de compléter l'article en donnant les références utiles à sa vérifiabilité et en les liant à la section « Notes et références ».
Pour plus de détails, voir Fiche technique et Distribution.
La Légende des héros du condor (chinois simplifié : 射雕英雄传：侠之大者 ; chinois traditionnel : 射鵰英雄傳：俠之大者 ; pinyin : She diao ying xiong zhuan: Xia zhi da zhe) est un film chinois réalisé par Tsui Hark, sorti en 2025.
C'est l'adaptation du roman La Légende du héros chasseur d'aigles (zh) de Jin Yong.

## Fiche technique
Sauf indication contraire, les informations mentionnées dans cette section peuvent être confirmées par la base de données cinématographiques IMDb,  présente dans la section « Liens externes ».
- Titre original : 射雕英雄传：侠之大者
- Titre français : La Légende des héros du condor[1],[2]
- Réalisation : Tsui Hark
- Scénario : Tsui Hark, d'après le roman La Légende du héros chasseur d'aigles (zh) - T: 射鵰英雄傳 S: 射雕英雄传 (première publication dans le Hong Kong Commercial Daily en 1957) de Jin Yong
- Musique : Ricky Ho
- Pays de production :  Chine
- Format : couleur
- Genre : action, drame, guerre, historique
- Durée : 146 minutes
- Dates de sortie :
  - Chine : 29 janvier 2025
  - France : 5 mars 2025 (Lyon)[3],[4],[5]

## Distribution
- Xiao Zhan : Guo Jing (en)
- Tony Leung Ka-fai : Feng Ouyang (en)
- Ada Choi : Li Ping
- Hu Jun : Hong Qigong (en)
- Zhuang Dafei : Huang Rong (en)
- Brono Bajtala : capitaine de l'armée perse
- Bayaertu : Khan
- Wu Hsing-kuo : Duan Zhixing (en)
- Jiang Jiahui : Gengis Khan
- Alan Aruna : Tolui
- Zhang Wenxin : Huazheng, fille de Gengis Khan